# 圣马蒂亚斯湾
圣马蒂亚斯湾（西班牙語：Golfo San Matías）是阿根廷大西洋海岸一个海湾，北部和西部为内格罗河省，南为丘布特省的瓦尔德斯半岛，东与大西洋相通。沿岸主要城市为西圣安东尼奥（San Antonio Oeste）。海湾内渔业资源丰富。
41°30′S 64°30′W / 41.500°S 64.500°W